# تپه چهارده
تپه چهارده مربوط به دوران پیش از تاریخ ایران باستان است و در شهرستان کردکوی، بخش مرکزی، روستای چهارده واقع شده و این اثر در تاریخ ۱۰ بهمن ۱۳۸۳ با شمارهٔ ثبت ۱۱۳۱۲ به‌عنوان یکی از آثار ملی ایران به ثبت رسیده است.